# Convair Model 118
Convair Model 118 – amerykański samochód latający zaprojektowany przez Theodore'a Halla w zakładach Convair pod koniec lat 40. XX wieku, wersja rozwojowa Convair Model 116.

## Geneza
Jeden z głównych projektantów Consolidated Vultee (później – Convair), Theodore Hall, był prywatnie bardzo zafascynowany ideą „powietrznego samochodu” (air car) i rozpoczął prace nad projektowaniem takiego pojazdu jeszcze przed II wojną światową. W 1941 roku zakłady Consolidated zaproponowały dowództwu USAAF zaprojektowanie tego typu pojazdu do rajdów komandosów, jednak USAAF nie wykazał zainteresowania takim projektem. Hall powrócił do swojego idée fixe o „samolocie w każdym garażu” (aircraft in everyone's garage) po zakończeniu wojny poświęcając mu wiele środków i czasu. Pierwszym zaprojektowanym przez niego samochodem latającym był Convair Model 116, który nie wszedł do produkcji seryjnej. Zbudowany w latach 1946–1948 Model 118 był drugą próbą zbudowania takiego środka transportu.

## Historia
Po zakończeniu testów Modelu 166 w 1946 roku, Hall postanowił kontynuować prace nad samochodami latającymi projektując bardziej zaawansowany technicznie pojazd, który otrzymał oznaczenie Model 118. Samochód napędzany był 190-konnym silnikiem Lyoming O-435C z trzypiórowym śmigłem Sensenich. Samolot został oblatany 15 listopada 1947 roku przez Reubena P. Snodgrassa i Lawrence'a G. Phillipsa. Trzy dni później, prototyp z rejestracją cywilną NX90850, został rozbity podczas awaryjnego lądowania z powodu braku paliwa. Lotnicza część samolotu, skrzydła i powierzchnie sterowe, była nieuszkodzona, ale w wypadku całkowicie rozbito część samochodową pojazdu. Drugi prototyp, noszący to samo oznaczenie NX90850, został oblatany 29 stycznia 1948 roku przez Billa Martina i W.G. Griswolda.
Po oblataniu maszyny zaczęto planować produkcję seryjną samolotu – w wersjach cywilnych i wojskowych, a także większą wersję ze skrzydłami o rozpiętości 40 stóp (12 metrów). Planowano budowę przynajmniej 160 tysięcy pojazdów – cena samego samochodu, układu jezdnego miała wynosić 1500 dolarów. W cenę nie były wliczone skrzydła – planowano, że te mogły by być wynajmowane na lotnisku.
Plany okazały się zbyt optymistyczne – maszyna miała poważne problemy z wibracjami ogona i nadmierną masą własną. Koszty produkcji okazały się wyższe niż planowano, a same maszyny spotkały się z bardzo małym zainteresowaniem i ostatecznie cały program został anulowany.
Po zakończeniu programu Hall opuścił Convair i już samodzielnie kontynuował prace nad podobnymi maszynami.

## Konstrukcja
Convair Model 118 był czteroosobowym samochodem z nadwoziem zbudowanym z włókna szklanego. Samochód napędzany był 26-konnym silnikiem Crosley, który znajdował się z tyłu samochodu. Jako samochód pojazd był napędzany 25,5-konnym silnikiem Crosley umieszczonym z tyłu pojazdu, do samochodu można było zamontować specjalnie zaprojektowane skrzydła z zespołem napędowym i ogon zamieniając go w lekki samolot. W tej roli Model 118 miał układ górnopłatu z pojedynczym silnikiem ciągnącym napędzającym dwupłatowe, drewniane śmigło.